# 陳惟舉
陳惟舉（1512年—1565年），字直孚，號六溪，福建福州府長樂縣岭口人，民籍，明朝政治人物。

## 生平
陳惟舉中嘉靖十六年（1537年）丁酉科福建鄉試第二十七名舉人。嘉靖二十六年（1547年）中式丁未科會試第二百七十三名，登第三甲第八十九名進士。户部觀政，任浙江钱塘县知县。嘉靖十八年（1539年），陈惟举修五亩塍砌石滚坝，使钱塘江水势缓和。
嘉靖三十三年（1554年），入朝担任户部主事，清理四川、云南盐业。敢于进言，曾屡次招惹严嵩。严嵩被罢后，他被举荐升任户部员外郎、户部郎中、江西按察司副使，当时倭寇作乱时，陳惟舉负责总督浙江、南直隶兵饷，监军江西，平定叛乱有功。此后辞职归乡居家以孝友称。

## 家族
曾祖陳繼翁；祖父陳公明；父陳景才，母鄭氏。